# Seticyphella punctoidea
Seticyphella punctoidea är en svampart som först beskrevs av Henn., och fick sitt nu gällande namn av Agerer 1983. Seticyphella punctoidea ingår i släktet Seticyphella och familjen Cyphellaceae.   Inga underarter finns listade i Catalogue of Life.